# 모닝구무스메의 역사
이 문서에서는 모닝구무스메의 역사에 대해 설명한다.

## 탄생기 (1997년)
- 1997년, 테레비도쿄의 오디션 방송 "ASAYAN"(현재는 종료)의 코너 중 하나인 "샤란Q 락 보컬리스트 오디션"(우승은 헤이케 미치요)의 최종 심사에서 낙선한 사람 중에서 아베 나츠미 · 이이다 카오리 · 나카자와 유코 · 후쿠다 아스카 · 이시구로 아야 등 다섯 명이 선발되어 결성되었다(라는 것으로 되어 있다. 후에 층쿠가 오디션 때에 합숙을 하는 이유로 "그룹 활동에 필요한 협동성이 있는지 어떤지를 보기 위해서이다."라고 말한 점에 비춰보면, 솔로 보컬리스트를 뽑는데 합숙을 하는 것은 자연스럽지 못하므로, 처음부터 여성 보컬 그룹을 만들기 위해 오디션을 열지 않았을까 하는 설도 있다).
- 악곡의 권리 관계에 대해. "愛の種" 및 "モーニングコーヒー"에 대해서는, '업프런트 음악출판'과 함께 '테레비도쿄 뮤직'이 공동 권리자로 되어 있어, 프로모션 관계 등의 여러 경비를 아마도 공동제작비의 일환으로서 테레비도쿄 측이 부담하는 대신 반대 급부로 모닝구무스메。에 대한 권리의 절반을 양도한 것으로 보인다. 이에 대해, 두 번째 싱글 이후의 곡에 대해서는 업프런트 음악 출판만이 권리자로 되어 있다.
- 업프런트 그룹의 야마자키 나오키 회장은, 후에 "모닝구무스메。는 사실 10명으로 시작하고 싶었다. 하지만 다섯 명으로도 한 달에 500만 엔의 경비가 들기 때문에 성공할지 어떨지 모르는 상황에서 10명이서 시작하는 것은 도저히 무리였다. 사람 수를 늘려도 해나갈 수 있을 거라는 목표가 선 시점에서 멤버를 늘리게 되었다."라고 발언했다. 또한 이때, "모닝구무스메。의 음악적인 부분은 층쿠가 결정하고 있지만, 멤버를 늘릴지 어떨지에 대해서는 모두 내가 결정하고 있다."라고 하여, 당시의 ASAYAN의 연출과 관계자의 발언을 전면 부정하는 발언도 동시에 하여, 일부에서 물의를 빚었다.
- 최초의 추가 멤버 모집시에, 내용을 알지 못하고 '중대 발표가 있다'는 말만을 들은 초대 리더 나카자와 유코는 그 중대 발표의 내용이 '모닝구무스메。의 해산'이라고 생각했다고 나중에 밝혀져 당시의 현장에는 그러한 분위기가 있었던 것으로 보인다.
- 히트함과 동시에 급격히 상황은 개선되어 갔지만 데뷔곡의 시점에서는 노래 의상이 한 벌밖에 준비되어 있지 않아, 의상의 세탁 등도 직접 하였으며 구멍이 나면 스스로 꿔메야 했다. 또한 노래 의상 이외에는 전부 자신의 사복이며, 가족이나 친구로부터 빌린 옷을 입고 TV에 나오는 일도 자주 있었다. 또한 ASAYAN 등이 밀착 취재를 할 때 이외에는 기본적으로 현지 집합 · 현지 해산이라서 매니저도 없는 상황에서 이동 시와 사생활 시의 사진이 마구 찍히는 상황이었다.

## 히트기 (1998년 ~ 1999년)
- 1998년 1월 28일, 메이저 데뷔를 달성한다. 데뷔곡인 《モーニングコーヒー》는 오리콘 싱글 차트 6위에 입성. 직후인 5월, 추가 멤버로서 야스다 케이 · 야구치 마리 · 이치이 사야카가 가입. 두 번째 싱글 《サマーナイトタウン》이 발표되어, 오리콘 싱글 차트 4위 획득.
- 1998년 9월 6일 신문의 편성표에 처음으로 '모무스'라는 약칭 표기가 등장한다.
- 이어지는 세 번째 싱글에서 《抱いてHOLD ON ME!》(1998년 9월 9일 발매)로 첫 오리콘 싱글 차트 1위를 획득. 오리콘 가라오케 차트에서는 8주 연속 1위를 달성. 이 곡으로 1998년 제40회 일본 레코드 대상 최우수 신인상을 수상. 또한 NHK 홍백가합전 첫 출장도 달성한다.
- 1999년 1월 17일, 후쿠다가 학업 우선을 이유로 탈퇴를 표명하여 4월 18일의 콘서트를 기해 탈퇴한다.
- 후쿠다 아스카 탈퇴 이후 잠시 동안 인기 전망이 어두워 보였으며, 스즈키 아미가 TM NETWORK의 히트곡을 커버한 "BE TOGETHER"와 같은 날 발매하면서 여섯 번째 싱글 《ふるさと》에서는 오리콘 싱글 차트 5위까지 추락한다.
- 하지만 같은 해 9월, 제3기 멤버 고토 마키 가입 후에 발매한 《LOVEマシーン》(1999년 9월 9일 발매)으로 다시 히트. 밀리언셀러(195만 장)를 달성. 오리콘 가라오케 차트에서는 당시의 신기록인 17주 연속 1위를 달성한다. 18주째의 1위를 저지한 것은 모닝구무스메。의 그룹 내 유닛인 '풋치모니'의 《ちょこっとLOVE》였다.
- 그 '풋치모니'의 《ちょこっとLOVE》도 밀리언을 돌파하여 단숨에 스타덤에 올랐던 것이 이 시기.

## 황금기 (2000년 ~ 2002년 상반기)
- 2000년에는 더욱이 《恋のダンスサイト》가 오리콘에 의하면 약 123만 장, 《ハッピーサマーウエディング》와 《恋愛レボリューション21》도 100만 장에 육박하는 대히트를 기록했다.
- 이시구로 아야가 2000년 1월 7일에, 이치이 사야카가 같은해 5월 21일에 졸업. 한편, 4월 16일에는 4기 멤버로서 이시카와 리카 · 요시자와 히토미 · 쯔지 노조미 · 카고 아이가 가입한다.
- 야무챠로(JT)와 Dream Net을 시작으로, CM에도 많이 출연하게 된다.
- 2000년 3월, 세 번째 앨범 《3rd -LOVEパラダイス-》로 모닝구무스메。의 앨범으로는 처음으로 밀리언을 달성.
- 2000년 4월, "하로모니"(테레비도쿄)와 "금요일 밤에는 부탁해요! 모닝구"(테레비이와테)의 방송 시작.
- 2000년 5월 20일에서 토에이계에서 주연 영화 《핀치런너》가 공개된다.
- 2001년경부터 멤버 각각의 개인 활동이 많아진다. 멤버마다 솔로 사진집이 발매된다.
- 같은 해 연말에 발매된 베스트 앨범 《ベスト! モーニング娘。1》이 트리플 밀리언에 육박하는 매상을 기록.
- 이 때쯤, 거의 매주 "우타방"(TBS)에 출연. 개인의 지명도가 단숨에 향상된다.
- 또한, "메챠x2 이케테루!"(후지 텔레비전)에서도, "오카무라 여자고등학교"로서 각 멤버의 개성에 클로즈업한 기획이 몇 번인가 방송된다. 이 방송에서는 국민적 아이돌 그룹으로 소개되어, 이후 매스미디어 각 사도 국민적 아이돌로 부르게 되었다.
- 그 해 1월에 야구치 마리를 리더로 결성된 미니모니。가 저연령층에게 받아들여져 단숨에 팬층을 확대시킨다.
- 이 그룹 첫 골든 타임 레귤러 TV 방송 “모。타이헨데시타”(니혼테레비 방송망)도 시작된다(2002년 3월 종료).
- 2001년 4월 15일, 초대 리더였던 나카자와 유카가 졸업. 후임 리더에 이이다 카오리가 취임, 이이다 카오리보다 연상이었던 야스다 케이가 서브리더에 취임.
- 그 해, 인기 연예인의 증표라고 불리는 24시간 테레비 “사랑은 지구를 구한다”(니혼테레비계)의 메인 진행자가 된다. 이 해의 기획과 드라마 《마지막 여름방학》(아베 나츠미 주연)이 호평을 받아, 다음해에도 2년 연속으로 메인 진행자를 맡았다.
- 2001년 8월 26일, 5기 멤버로서 다카하시 아이 · 콘노 아사미 · 오가와 마코토 · 니이가키 리사가 가입. 사상 최다(당시)의 13인 체제가 된다.

## 전환기 (2002년 하반기 ~ 2004년)
- 2002년 7월 31일에 고토 마키 · 야스다 케이의 졸업 발표, 탄포포 · 풋치모니 · 미니모니。의 멤버 체인지를 단행하였지만 각각의 팬들로부터 큰 반발을 불러 일으켰다. 모닝구무스메。팬사이트 및 졸업 멤버 팬사이트 상에서, 이 하로프로 구조 개혁은 “7 · 31” “하로마게돈”으로 불린다(“이 멤버 체인지가 반드시 인기 저하의 원인은 아니며, 하로프로 자체는 구조 개혁 후에 전성기를 맞고 있다”라는 의견도 있다.).

또한 이후, 멤버 졸업 발표는 졸업일보다 상당히 전에 발표되게 된다. 특히 2003년 8월 아베 나츠미의 졸업 결정부터 2005년 5월 이시카와 리카의 졸업까지의 사이는 항상 “졸업일이 이미 결정되어 있는 멤버”가 재적되어 있다.
- 2002년 9월 23일, 고토 마키가 솔로 가수로 전념하기 위해 “모닝구무스메。콘서트 투어 2002 가을 LOVE IS ALIVE!”공연에서 모닝구무스메。졸업.
- 2003년 1월, “LOVE 오디션 2002”의 합격자 발표 (최종 심사에 남은 카메이 에리 · 미치시게 사유미 · 다나카 레이나 세 명 모두 가입) 전에, 솔로로 활동하고 있던 후지모토 미키의 가입이 발표된다. 후지모토 미키도 포함하여, 멤버는 사상 최다(당시)인 16명이 된다(단지 16명으로의 활동은 그해 5월에 개최된 야스다 케이의 졸업 콘서트뿐).
- 2003년 5월 5일, 초대 서브리더인 야스다 케이가 여배우를 목표로 “모닝구무스메。콘서트 투어 2003 봄 NON STOP!”공연에서 모닝구무스메 졸업. 야구치 마리가 2대 서브리더로 취임.
- 2003년 9월에 새로운 전개로써, 15인의 멤버를 “모닝구무스메 사쿠라구미”, “모닝구무스메 오토메구미”라는 두 개조로 나누어 활동을 개시. 각각 싱글 CD를 두장씩 발매하여, 따로 전국 투어를 가졌다. 쯔지 노조미 · 카고 아이의 졸업 후에는 두 개조 모두 활동 휴지 상태이다.
- 2004년 1월 25일, 오랫동안 에이스격으로 활동해 온 아베 나츠미가 솔로 가수로 전념하기 위해 “Hello! Project 콘서트 투어 2004 겨울 ~C'MON! 댄스 월드~”공연에서 졸업. 더욱이 1월에 쯔지 노조미 · 카고 아이가 함께, 5월에는 이이다 카오리 · 이시카와 리카의 졸업도 발표되어, 인기 멤버가 연이어 졸업하게 된다.
- 2004년 5월, 마쿠하리에서 제1회 모닝구무스메。문화제 개최. 이 시기 코이케 유리코 환경 대신을 예방하는 등, 환경문제에 대해 진지하게 임하는 이벤트가 늘어난다.
- 2004년 8월 1일, 쯔지 노조미 · 카고 아이가「W」활동을 위해 “Hello! Project 콘서트 투어 2004 여름 ~ 여름의 돈 ~”에서 동시 졸업(2007년 3월, 소속사가 불상사를 위으킨 카고 아이를 계약해지함으로써, 사실상 「W」는 해체 상태.).
- 2004년 9월에 메인으로 노래할 수 있는『에이스』가 될 7기 멤버의 모집을 행한다(“럭키 7 오디션”). 2005년 1월의 최종 심사 결과, 에이스라고 불릴 정도의 인재가 없다는 이유로, 전대미문의 “해당자 없음”이라는 결과로 종료.

## 침체기 및 플라티나기 (2005년 ~ 2010년)
- 2005년 1월 30일, 데뷔부터 약 7년 동안 모닝구무스메。로 활동했던 2대 리더 이이다 카오리가 솔로 가수로 전념하기 위해 “Hello! Project 콘서트 투어 2005 겨울 올스타즈 대난무 ~A HAPPY NEW POWER! 이이다 카오리 졸업 스폐셜~”공연에서 모닝구무스메。졸업. 결성 당시의 멤버는 전원 졸업하게 된다. 야구치 마리가 3대 리더로, 요시자와 히토미가 3대 서브리더로 취임.
- 2005년 4월 15일, 3대 리더였던 야구치 마리가 긴급 탈퇴(이유는 전술). 요시자와 히토미가 4대 리더로, 후지모토 미키가 4대 서브리더로 취임.
- 2005년 2월부터 “모닝구무스메。오디션 2005”를 행해, 5월에 쿠스미 코하루가 신멤버로서 가입한다.
- 2005년 5월 7일, 이시카와 리카가「비유덴」활동을 위해 “모닝구무스메。콘서트 투어 2005 봄 ~제6감 히트 만개!~”공연에서 모닝구무스메。졸업(이후,「비유덴」도 2008년 6월, 단독 콘서트 투어 마지막 날을 끝으로 그룹 해체.).
- 2005년 8월 27일, 27번째 싱글 “色っぽいじれったい”로 “LOVEマシーン” 이래 6년만의 악수회 이벤트를 요코하마 · 나고야 · 오사카에서 개최. 싱글 CD의 매상 회복을 노린다. 7기 멤버 가입과 동시의 이벤트 효과에 의해 오리콘 초동은 과거 두 작품의 누계를 넘어서 22번째 싱글의 수준까지 회복한다.
- 2005년 10월, 요코하마에서 제2회 모닝구무스메。문화제 개최. 이번에도 환경 문제를 중요하게 받아들여, 지구 온난화 문제를 필사적으로 어필하여 자연의 소중함을 호소한다.
- 2005년 12월 31일, 제56회 NHK 홍백가합전에서는 졸업 멤버(은퇴 혹은 사무소를 탈퇴한 후쿠다 · 이시구로 · 이치이는 제외)를 포함한 19명의 특별 편성으로 출장하여, 좋아하는 곡 홍조 1위의 곡에 오른 “LOVEマシーン”을 부른다.
- 2006년 7월 23일, 콘노 아사미가 대학진학을 위해 “Hello! Project 콘서트 투어 2006 여름 ~ 원더풀 하츠 랜드 ~”공연에서 모닝구무스메。및 헬로! 프로젝트 동시 졸업. 연예 활동 중지. (다음해 6월 18일에 연예계 복귀), 뒤이어 8월 27일에는 오가와 마코토가 어학연수를 위해 “리본의 기사 더・뮤지컬”공연에서 모닝구무스메。졸업. 연예 활동 중지(역시 2008년 6월에 연예계 복귀).
- 2006년 11월에 발매한 31번째 싱글 “歩いてる”가 2003년 “AS FOR ONE DAY” 이후 3년 7개월 만에 오리콘 싱글 차트 1위를 차지했다.
- 2006년 12월 20일, 모닝구무스메。HAPPY 8기 오디션에서 미츠이 아이카가 응모자 6883명 중에서 유일하게 합격. 8기 멤버로 가입.
- 2007년 5월 6일, 4대 리더인 요시자와 히토미가 솔로 활동을 위해 “모닝구무스메。콘서트 투어 2007 봄 ~SEXY 8 BEAT~”공연에서 모닝구무스메。를 졸업. 후지모토 미키가 5대 리더로, 다카하시 아이가 5대 서브리더로 취임. 또한 3월 15일에 가입한 신멤버 쥰쥰 · 링링이 팬들에게 처음으로 공개되었다.
- 2007년 6월 2일, 5대 리더였던 후지모토 미키가 스캔들로 인해 긴급 탈퇴. 다카하시 아이가 6대 리더로, 니이가키 리사가 6대 서브리더로 취임.
- 2007년 10월 26일, 한국에 동시 발매되는 베스트 앨범의 프로모션을 위해 다카하시 아이 · 니이가키 리사 · 쿠스미 코하루가 한국을 방문하였다.
- 2007년 11월에 발매한 35번째 싱글 “みかん”이 데뷔후 역대 최저 초동 판매량(28,083장)을 기록한다.
- 2007년 12월 31일, 제58회 NHK 홍백가합전에서 Berryz코보 · ℃-ute와 함께 “하로프로 원더풀 올스타즈”를 결성했다.
- 2008년 4월 16일에 발매한 36번째 싱글 “リゾナント ブルー”가 한국에 동시 릴리스로 발매했다.
- 2008년 6월 1일, 서울 올림픽 공원내 올림픽홀에서 모닝구무스메。의 한국 콘서트 “모닝구무스메。10th Anniversary TOUR in Korea 2008”이 개최.
- 2008년 12월 31일, 제59회 NHK 홍백가합전에서 모닝구, 마츠우라 아야를 비롯한 헬로! 프로젝트계가 전멸.
- 2009년 1월, 다카하시 아이와 니이가키 리사가 모닝구무스메。에 가입하고 나서의 그룹 재적 기간이 이이다의 그룹 결성으로부터 졸업까지의 재적 기간을 뽑아 역대 최장이 되었다.
- 2009년 3월, 요로센!이 종영됨으로써 “ASAYAN”으로부터 약 11년간 이어져온 헬로! 프로젝트계의 레귤러 방송이 전무.
- 2009년 4월, 헬로! 프로젝트 한국 오디션 촬영을 위해 다카하시 아이 · 니이가키 리사 · 다나카 레이나 · 링링이 한국을 방문하였다.
- 2009년 9월 19일, 쿠스미 코하루가 “모닝구무스메。콘서트 투어 2009 가을 ~나인 스마일~”의 최종 공연(12월 6일)을 마지막으로 모닝구무스메。그리고 헬로! 프로젝트를 졸업하는 것이 발표[1].
- 2009년 12월 6일, 쿠스미 코하루가 모델로 활동하기 위해 “모닝구무스메。콘서트 투어 2009 가을 ~나인 스마일~”공연에서 모닝구무스메。및 헬로! 프로젝트 동시 졸업.
- 2010년 8월 8일, 카메이 에리와 쥰쥰 · 링링이 “모닝구무스메。콘서트 투어 2010 가을 ~라이벌 서바이벌~”의 최종 공연(12월 15일)을 마지막으로 모닝구무스메。그리고 헬로! 프로젝트를 졸업하는 것이 발표. 그 동시에 모닝구무스메。9기 멤버 오디션이 4년 만에 개최되었다[2][3].
- 2010년 12월 15일, 카메이 에리는 아토피 치료를 위해, 쥰쥰 · 링링은 중국으로 돌아가 연예 활동 준비를 하기 위해 “모닝구무스메。콘서트 투어 2010 가을 ~라이벌 서바이벌~”공연에서 모닝구무스메。및 헬로! 프로젝트 동시 졸업.

## 제2의 전환기 (2011년 ~ 2012년)
- 2011년 1월 2일, 모닝구무스메。9기 멤버 오디션에서 후쿠무라 미즈키(에그 멤버로서 오디션 제외) · 이쿠타 에리나 · 사야시 리호 · 스즈키 카논이 합격하여 9기 멤버로 가입[4][5].
- 2011년 1월 9일, 다카하시 아이가 모닝구무스메。가을 콘서트 투어의 최종 공연을 마지막으로 모닝구무스메。그리고 헬로! 프로젝트를 졸업하는 것이 발표[6].
- 2011년 1월 28일, 모닝구무스메。OG 멤버인 나카자와 유코 · 이이다 카오리 · 아베 나츠미 · 야스다 케이 · 야구치 마리 · 이시카와 리카 · 요시자와 히토미 · 오가와 마코토 · 후지모토 미키 · 쿠스미 코하루의 10명을「드림 모닝구무스메」를 결성하였다.
- 2011년 5월 8일, 모닝구무스메。10기 멤버 “건강표” 오디션이 개최되었다. 이번 오디션이 벌써 10번째로 맞이하였다.
- 2011년 9월 29일, 모닝구무스메。10기 멤버 오디션에서 이이쿠보 하루나 · 이시다 아유미 · 사토 마사키 · 쿠도 하루카가 합격하여 10기 멤버로 가입[7].
- 2011년 9월 30일, 다카하시 아이가 음악을 중심으로 무대나 라이브 활동을 계속하기 위해 “모닝구무스메。콘서트 투어 2011 가을 사랑 BELIEVE ~다카하시 아이 졸업기념 스페셜~”공연에서 모닝구무스메。및 헬로! 프로젝트 동시 졸업.
- 2011년 10월 1일, 니이가키 리사가 7대 리더로 취임.
- 2012년 1월 2일, 니이가키 리사가 “모닝구무스메。콘서트 투어 2012 봄 ~울트라 스마트~”의 최종 공연을 마지막으로 모닝구무스메。그리고 헬로! 프로젝트를 졸업하는 것이 발표[8].
- 2012년 1월 25일에 발매한 48번째 싱글 “ピョコピョコ ウルトラ”가 데뷔 후 역대 최저 총 판매량(34050장)을 기록한다.
- 2012년 5월 4일, 미츠이 아이카가 5월 18일에 니이가키 리사와 함께 모닝구무스메。를 졸업하는 것이 발표[9].
- 2012년 5월 18일, 니이가키 리사는 연극 무대에서 활동 하기 위해, 미츠이 아이카는 피로 골절 부상을 이유로 “모닝구무스메。콘서트 투어 2012 봄 ~울트라 스마트~ 니이가키 리사 · 미츠이 아이카 졸업 스페셜”공연에서 모닝구무스메。를 졸업. 니이가키 리사는 헬로! 프로젝트도 동시 졸업했으며, 미츠이 아이카는 솔로로서 하로프로에 재적한다. 그 동시에 모닝구무스메。11기 멤버 “맨얼굴 노래공주” 오디션이 개최되었다[10].
- 2012년 5월 19일, 미치시게 사유미가 8대 리더로 취임.
- 2012년 7월 9일, 50th 싱글 “One・Two・Three/The 摩天楼ショー”가 21st 싱글 “愛あらばIT'S ALL RIGHT” 이후 8년만에 10만장 돌파, 16th 싱글 “ここにいるぜぇ!” 이후 10년 만에 초동 10만장을 돌파하였다.
- 2012년 9월 14일, 모닝구무스메。11기 멤버 오디션에서 오다 사쿠라가 합격하여 11기 멤버로 가입한다는 것을 층쿠♂가 블로그를 통해 공표하였다. 오다 사쿠라의 오디션 편집 영상이 YouTube 모닝구무스메。공식 채널을 통해 공개되었다[11][12][13].
- 2012년 11월 6일, 서울 서교동 홍대 롤링홀에서 탄생 15주년 기념 내한 악수회를 개최. 내한 악수회에 미치시게 사유미 · 다나카 레이나 · 후쿠무라 미즈키 · 이이쿠보 하루나 · 이시다 아유미가 참가하였다.
- 2012년 11월 18일, 다나카 레이나가 내년 봄에 개최되는 “모닝구무스메。콘서트 투어 2013 봄 미치시게☆일레븐 SOUL ~다나카 레이나 졸업기념 스페셜~”의 최종 공연을 마지막으로 모닝구무스메。그리고 헬로! 프로젝트를 졸업하는 것을 발표[14].

## 컬러풀기 이후 (2013년 ~ )
- 2013년 1월 23일에 발매한 52번째 싱글 “Help me!!”가 2009년 しょうがない 夢追い人” 이후 3년 7개월 만에 오리콘 싱글 차트 1위를 차지했다. 이 싱글로 인해 모닝구무스메。의 1기부터 11기까지의 모든 멤버가 오리콘 주간 차트 1위를 경험하였다.
- 2013년 3월 16일, 모닝구무스메。12기 멤버 “미래소녀” 오디션이 개최되었다.
- 2013년 4월 17일에 발매한 53번째 싱글 “ブレインストーミング/君さえ居れば何も要らない”가 52번째 싱글 “Help me!!”에 이어 2연속 오리콘 주간 차트 싱글 1위를 차지했다.
- 2013년 5월 21일, 다나카 레이나가 "LoVendoЯ" 활동을 위해 “모닝구무스메。콘서트 투어 2013 봄 미치시게☆일레븐 SOUL ~다나카 레이나 졸업기념일~”의 공연에서 모닝구무스메。및 헬로! 프로젝트를 동시 졸업. 그 동시에 7대 서브리더로 후쿠무라 미즈키와 이이쿠보 하루나가 지명되었다.
- 2013년 8월 24일, 모닝구무스메。12기 멤버 “미래소녀” 오디션 결과가 "해당자 없음"으로 발표되었다.
- 2013년 8월 28일에 발매한 54번째 싱글 “わがまま 気のまま 愛のジョーク/愛の軍団”이 52번째 싱글 “Help me!!”, 53번째 싱글 “ブレインストーミング/君さえ居れば何も要らない”에 이어 3연속 오리콘 주간 차트 싱글 1위를 차지했다. 이는 12번째 싱글 “ザ☆ピ-ス!”, 13번째 싱글 “Mr.Moonlight ~愛のビッグバンド~”, 14번째 싱글 “そうだ! We're ALIVE” 이후 11년 만이다. 이 싱글로 인해 모닝구무스메。의 1기부터 5기, 6기(미치시게 사유미), 9기부터 11기까지의 멤버가 오리콘 주간 차트 3작 연속 1위를 경험하였다.
- 2013년 10월 12일, 8대 리더 미치시게 사유미가 모닝구무스메。가입에서 3920일을 세는 것에 따라 니이가키 리사를 제치고 재적 기간 역대 최장 기록을 경신했다.
- 2013년 12월 6일, 2014년 1월 1일부터 그룹 이름을 "모닝구무스메。'14(원포, one four)"로 개명할 것을 발표. 이후 매년 1월 1일에 그룹 이름 말미의 나이 표시를 변경할 예정.
- 2014년 1월 2일, 8대 리더 미치시게 사유미가 재적 기간이 4001일을 기록. 모닝구무스메。역대 멤버 중 사상 첫 쾌거가 된 4000일 넘는 재적 멤버가 되었다.
- 2014년 1월 29일에 발매한 55번째 싱글 “笑顔の君は太陽さ/君の代わりは居やしない/What is LOVE?”가 54번째 싱글 “わがまま 気のまま 愛のジョーク/愛の軍団”에 이어 4연속 오리콘 주간 차트 싱글 1위를 차지했다. 모닝구무스메。역사 첫 4작의 오리콘 차트 1위를 획득하였다.
- 2014년 3월 15일, 모닝구무스메。'14 “골든” 오디션이 개최되었다[15].
- 2014년 4월 16일에 발매한 56번째 싱글 “時空を超え 宇宙を超え/Password is 0”가 55번째 싱글 “笑顔の君は太陽さ/君の代わりは居やしない/What is LOVE?”에 이어 5연속 오리콘 주간 차트 싱글 1위를 차지했다. 모닝구무스메。역사 첫 5작의 오리콘 차트 1위를 획득하였다.
- 2014년 4월 29일, 미치시게 사유미가 모닝구무스메。'14 가을 콘서트 투어 최종 공연을 마지막으로 모닝구무스메。'14 그리고 헬로! 프로젝트를 졸업하는 것을 발표[16].
- 2014년 5월 5일, 10월 5일에 미국 뉴욕에서 모닝구무스메。'14가 최초의 단독 라이브 콘서트를 개최 하는 것을 발표[17].
- 2014년 9월 30일, 일본 무도관에서 모닝구무스메。'14 “골든” 오디션에서 오가타 하루나 · 노나카 미키 · 마키노 마리아 · 하가 아카네가 합격하여 12기 멤버로 가입[18].
- 2014년 11월 26일, 미치시게 사유미가 연예 활동 휴지를 위해 “모닝구무스메。'14 콘서트 투어 가을 GIVE ME MORE LOVE ~미치시게 사유미 졸업기념 스페셜~”의 공연에서 모닝구무스메。'14 및 헬로! 프로젝트를 동시 졸업.
- 2014년 11월 27일, 후쿠무라 미즈키가 9대 리더, 이쿠타 에리나와 이이쿠보 하루나가 8대 서브리더 취임.
- 2015년 10월 29일, 사야시 리호가 12월 31일을 기해 모닝구무스메。'15를 졸업하는 것을 본인 블로그에서 발표[19][20].
- 2015년 12월 31일, 사야시 리호가 나카노 선플라자에서 행해진 “Hello! Project COUNTDOWN PARTY 2015 ~GOOD BYE & HELLO!~”의 공연에서 모닝구무스메。'15를 졸업. 졸업 후, 헬로! 프로젝트 일원으로서 재적.
- 2016년 1월 2일, 모닝구무스메。'16 “신세기” 오디션이 개최되었다[21](13기 오디션 개최).
- 2016년 2월 7일, 스즈키 카논이 모닝구무스메。'16 봄 콘서트 투어 최종 공연을 마지막으로 모닝구무스메。'16 그리고 헬로! 프로젝트를 졸업하는 것을 발표[22].
- 2016년 5월 31일, 스즈키 카논이 일본 무도관에서 행해진 “모닝구무스메。'16 콘서트 투어 봄 ~EMOTION IN MOTION~”의 공연에서 모닝구무스메。'16 및 헬로! 프로젝트를 동시 졸업. 그 동시에 모닝구무스메。'16 “신세기” 오디션 결과가 "해당자 없음"으로, 동 오디션 재모집을 한다고 발표되었다[23].
- 2016년 11월 23일, 모닝구무스메。'16 “신세기” 오디션 합격자는 12월 12일에 행해진 일본 무도관 공연에서 공개될 예정이라고 발표되었다[24].
- 2016년 12월 12일, 일본 무도관에서 모닝구무스메。'16 “신세기” 오디션에서 카가 카에데 · 요코야마 레이나가 합격하여 13기 멤버로 가입[25].
- 2017년 4월 29일, 쿠도 하루카가 모닝구무스메。'17 가을 콘서트 투어 최종 공연을 마지막으로 모닝구무스메。'17 그리고 헬로! 프로젝트를 졸업하는 것을 발표[26].
- 2017년 6월 26일, 컨트리걸즈의 모리토 치사키가 모닝구무스메。'17에 이적해, 컨트리걸즈 겸임[27](14기 멤버로서 가입).
- 2017년 12월 11일, 쿠도 하루카가 일본 무도관에서 행해진 “모닝구무스메。탄생 20주년 기념 콘서트 투어 2017 가을 ~We are MORNING MUSUME。~”의 공연에서 모닝구무스메。'17 및 헬로! 프로젝트를 동시 졸업.
- 2018년 3월 27일, 오가타 하루나가 모닝구무스메。'18 봄 콘서트 투어 최종 공연을 마지막으로 모닝구무스메。'18 그리고 헬로! 프로젝트를 졸업하는 것을 발표[28].
- 2018년 6월 20일, 오가타 하루나가 일본 무도관에서 행해진 “모닝구무스메。탄생 20주년 기념 콘서트 투어 2018 봄 ~We are MORNING MUSUME。~ 파이널”의 공연에서 모닝구무스메。'18 및 헬로! 프로젝트를 동시 졸업.
- 2018년 8월 17일, 이이쿠보 하루나가 모닝구무스메。'18 가을 콘서트 투어 최종 공연을 마지막으로 모닝구무스메。'18 그리고 헬로! 프로젝트를 졸업하는 것을 발표[29].
- 2018년 12월 16일, 이이쿠보 하루나가 일본 무도관에서 행해진 “모닝구무스메。'18 콘서트 투어 가을 ~GET SET, GO!~ 파이널”의 공연에서 모닝구무스메。'18 및 헬로! 프로젝트를 동시 졸업.
- 2018년 12월 17일, 이쿠타 에리나와 이시다 아유미가 9대 서브리더 취임.
- 2019년 1월 2일, 모닝구무스메。'19 “LOVE” 오디션이 개최되었다[30](15기 오디션 개최).
- 2019년 6월 22일, 모닝구무스메。'19 “LOVE” 오디션에서 키타가와 리오 · 오카무라 호마레 · 야마자키 메이가 합격하여 15기 멤버로 가입[31].
- 2019년 10월 18일, 컨트리걸즈가 12월 26일에 LINE CUBE SHIBUYA에서 행해진 콘서트를 기해 그룹 활동 휴지를 발표로, 모리토 치사키가 동시에 컨트리걸즈를 졸업하고, 모닝구무스메。멤버로서 활동에 전념한다[32].
- 2021년 9월 24일, 사토 마사키가 12월 13일에 행해진 모닝구무스메。'21 단독 콘서트로 모닝구무스메。'21 그리고 헬로! 프로젝트를 졸업하는 것을 발표[33].
- 2021년 12월 13일, 사토 마사키가 일본 무도관에서 행해진 “모닝구무스메。'21 콘서트 Teenage Solution ~사토 마사키 졸업 스페셜~”의 공연에서 모닝구무스메。'21 및 헬로! 프로젝트를 동시 졸업.
- 2022년 1월 2일, 모닝구무스메。'22와 Juice=Juice의 합동 신멤버 오디션의 개최를 발표하였다[34](16기 오디션 개최).
- 2022년 2월 28일, 모리토 치사키가 “Hello! Project 2022 Spring CITY CIRCUIT 모닝구무스메。'22 CONCERT TOUR ~Never Been Better!~“를 기해 모닝구무스메。'22 그리고 헬로! 프로젝트를 졸업하는 것을 발표[35].
- 2022년 6월 20일, 모리토 치사키가 일본 무도관에서 행해진 “모닝구무스메。'22 CONCERT TOUR ~Never Been Better!~ 모리토 치사키 졸업 스페셜”의 공연에서 모닝구무스메。'22 및 헬로! 프로젝트를 동시 졸업.
- 2022년 6월 29일, 모닝구무스메。'22와 Juice=Juice의 합동 신멤버 오디션에서 사쿠라이 리오가 합격하여 16기 멤버로 가입[36].
- 2022년 9월 3일, 카가 카에데가 “Hello! Project 2022 Autumn CITY CIRCUIT 모닝구무스메。'22 25th ANNIVERSARY CONCERT TOUR ~SINGIN' TO THE BEAT~“를 기해 모닝구무스메。'22 그리고 헬로! 프로젝트를 졸업하는 것을 발표[37].
- 2022년 9월 14일, 모닝구무스메。25주년 기념 오디션이 개최되었다[38](17기 오디션 개최).
- 2022년 12월 10일, 카가 카에데가 일본 무도관에서 행해진 "모닝구무스메 。'22 25th ANNIVERSARY CONCERT TOUR ~SINGIN' TO THE BEAT~ 카가 카에데 졸업 스페셜"을 기해 모닝구무스메。'22 및 헬로! 프로젝트를 동시 졸업.
- 2022년 12월 27일, 후쿠무라 미즈키가 2023년 가을 투어를 기해 모닝구무스메。'22 그리고 헬로! 프로젝트를 졸업하는 것을 발표[39].
- 2023년 5월 23일, 모닝구무스메。25주년 기념 오디션에서 이노우에 하루카 · 유미게타 아코가 합격하여 17기 멤버로 가입[40].
- 2023년 6월 26일, 헬로! 프로젝트의 전 그룹, 신그룹, 하로프로 연수생과 합동으로 신멤버 오디션 "헬로! 프로젝트 25주년 기념 신멤버 오디션"을 개최하는 것을 발표하였다[41].
- 2023년 11월 29일, 후쿠무라 미즈키가 요코하마 아레나에서 행해진 "모닝구무스메。'23 콘서트 투어 가을「Neverending Shine Show ~성역~」후쿠무라 미즈키 졸업 스페셜"을 마지막으로 모닝구무스메。'23 및 헬로! 프로젝트를 동시 졸업.
- 2023년 11월 30일, 이쿠타 에리나가 10대 리더, 이시다 아유미와 오다 사쿠라가 10대 서브리더로 취임.
- 2024년 5월 26일, 이시다 아유미가 2024년 가을 투어를 기해 모닝구무스메。'24 그리고 헬로! 프로젝트를 졸업하는 것을 발표[42].
- 2024년 7월 13일, 헬로! 프로젝트의 전 그룹, 하로프로 연수생, 하로프로 연수생 홋카이도와 합동으로 신멤버 오디션 "헬로! 프로젝트 신멤버 오디션 2024"를 개최하는 것을 발표하였다[43].
- 2024년 12월 6일, 이시다 아유미가 요코하마 아레나에서 행해진 "모닝구무스메。'24 콘서트 투어 WE CAN DANCE ! ~Blå Eld~ 이시다 아유미 FINAL"을 마지막으로 모닝구무스메。'24 및 헬로! 프로젝트를 동시 졸업.
- 2025년 1월 2일, 이쿠타 에리나가 2025년 봄 투어를 기해 모닝구무스메。'25 그리고 헬로! 프로젝트를 졸업하는 것을 발표[44].
- 2025년 4월 17일, 키타가와 리오가 "헬로! 프로젝트의 룰을 어기는 사안"을 이유로, 활동 휴지를 발표[45].
- 2025년 7월 1일, 노나카 미키가 11대 리더, 오다 사쿠라, 마키노 마리아가 11대 서브리더로 취임. 오다 사쿠라가 2026년을 기해 모닝구무스메。'25 그리고 헬로! 프로젝트를 졸업하는 것을 발표[46].
- 2025년 7월 4일, 키타가와 리오가 이번 가을에 활동 재개를 발표[47].
- 2025년 7월 8일, 이쿠타 에리나가 일본 무도관에서 행해진 "모닝구무스메。'25 콘서트 투어 봄 ~Mighty Magic~ DX 이쿠타 에리나를 배웅해"를 기해 모닝구무스메。'25 및 헬로! 프로젝트를 동시 졸업.
- 2025년 7월 10일, 하가 아카네와 요코야마 레이나가 2025년 가을 투어를 기해 모닝구무스메。'25 그리고 헬로! 프로젝트를 졸업하는 것을 발표[48].
- 2025년 8월 16일, 헬로! 프로젝트의 전 그룹, 하로프로 연수생, 하로프로 연수생 홋카이도와 합동으로 신멤버 오디션 "헬로! 프로젝트 신멤버 오디션 2025"를 개최하는 것을 발표하였다[49].